# Egernsund Kirke
Egernsund Kirke er en bygning i Egernsund, umiddelbart ned til Flensborg Fjord. Den er opført i perioden 1907-1909 og officielt indviet den 22. september 1909. De dekorative, glaserede sten omkring vinduerne, ved indgangen og ved alteret stammer fra Rendbjerg teglværk, og de røde håndstrøgne sten stammer fra Hüttmanns teglværk. Kirken er tegnet af Richard Jepsen Dethlefsen, som var professor i Königsberg, Østpreussen (nuværende Kaliningrad i Rusland). Han stammede imidlertid oprindeligt fra Grønland Teglværk, hvor slægten også ejede andre af byens teglværker. Arkitektens far donerede kirken til byen. Ved kirken fører en trappe ned til stranden.
Alteret er opbygget af sten og dekoreret med glaserede mursten. Alterbilledet er ligesom det øvrige træarbejde lavet i Sydtyrol, og viser Maria Magdalene knælende foran den korsfæstede Kristus. Ved hendes side ses Jomfru Maria og apostlen Johannes. Over korset ses forkortelsen INRI.
Prædikestolen hviler på en træsøjle med store blomsterdekorationer, og træværket er bemalet med blomster. Døbefonten er ligesom alteret muret af tegl, og skålen er af bronze. Orglet er bygget af Marcussen & Søn, Aabenraa i 1966. Foran på orgelet står der på latin "Utinam a facie tua montes defluerent" - "Måtte bjergene skælve foran dit ansigt" (Esajas 64,1). Klokken er anbragt i det lille tårn og betjenes med håndkraft. Klokken er støbt i Lübeck af M.O. Ohlsens klokkestøberi, og bærer indskriften "Alles ding seine zeit Gottes lieb in ewigkeit". Kirkeskibet er der en model af skoleskibet København.
Sakristiet blev taget i brug 7. oktober 2001. Det bruges blandt andet som præstens omklædningsrum, til menighedsrådsmøder og øvelokale for kirkekoret, børneparkering ved gudstjenester og forberedelsesrum. Der er endvidere toilet og et lille køkken hvor der kan laves kaffe. Kirkegården ligger ved Kystvej og blev indviet i 1962, efter at Egernsund var blevet et selvstændigt sogn den 10. september 1959.
- Egernsund Kirke set fra stranden